# 道の駅しらぬか恋問
道の駅しらぬか恋問（みちのえき しらぬかこいとい）は、北海道白糠郡白糠町恋問にある国道38号の道の駅である。
1993年（平成5年）4月22日の道の駅の第1回登録で登録された103箇所の道の駅の1つであったが、2025年（令和7年）4月29日に、約700メートルほど白糠市街地寄りの白糠町恋問3丁目2番地1へ移転し再オープンした。

## 現施設（二代目）
- 駐車場
  - 普通車 169台
  - 大型車 25台
  - 優先駐車スペース 3台
  - 電気自動車充電スペース 2台
  - RVパーク専用 12台
  - 駐輪場 10台
  - バイク専用 11台
- トイレ
- 特産品販売コーナー
- 飲食・ワークスペース
- 飲食・休憩コーナー
- 情報発信コーナー
- 休憩スペース
- 展示スペース
- 防災倉庫
- 観光インフォーメーション
- サウナ・シャワー
- コインランドリー
- 屋外展望エリア
- 屋外テラス
- ドッグラン

## 沿革
- 1992年（平成4年） - 開業[3]。
- 1993年（平成5年）4月22日 - 道の駅登録。
- 2025年（令和7年）
  - 2月28日 - 移転に伴い営業を終了。営業終了後もトイレと駐車場は新施設の開業までの期間、利用が可能であった[3]。
  - 4月29日 - 新施設に移転、開業[1][3]。

## 休館日
- 年末年始（12月30日 - 1月3日）

## アクセス
- くしろバス 36白糠線 恋問館停留所
- 国道38号

## 旧施設（初代）
漁協直売の魚介類やレストランの豚丼が名物であった。
- 駐車場
  - 普通車：103台
  - 大型車：4台
  - 身障者用：2台
- 恋問館メイクセンター（トイレ） （いずれも24時間利用可能）
  - 男：大 2器、小 7器
  - 女：8器
  - 身障者用：1器
- 公衆電話：2台（国際電話可）
- 恋問館（5月 - 8月 8:30 - 18:30、9月 - 4月 9:00 - 18:30）
  - レストラン「むーんらいと」（9:30 - 18:30）
  - 白糠漁協直売所
  - 和菓子店とら信
- 「ソフトハウスチャペル」